# Prowincja francuska Kościoła Starokatolickiego Mariawitów

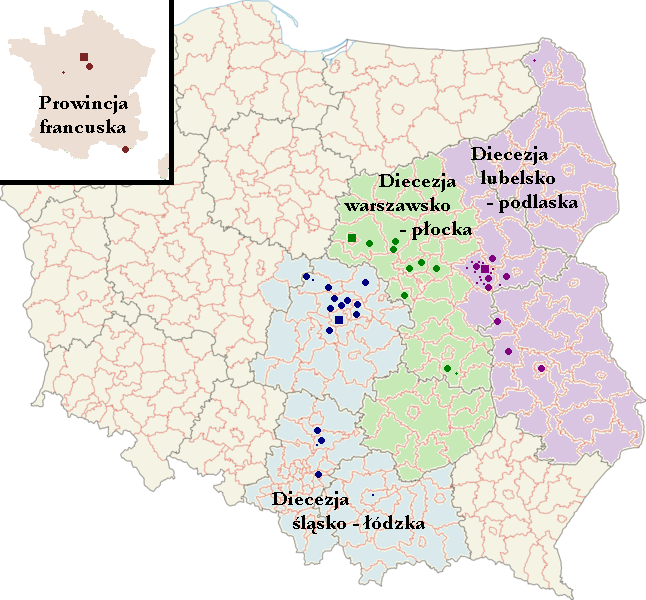
Podział administracyjny Kościoła Starokatolickiego Mariawitów w RP

Prowincja francuska (fr. Province de France de l'Eglise Vieille-Catholique Mariavite) – prowincja Kościoła Starokatolickiego Mariawitów we Francji ze stolicą w Paryżu. Jej ordynariuszem jest biskup mariawicki, Marie André Le Bec.
Prowincja obejmuje swoim zasięgiem terytorium Republiki Francuskiej wraz z zamorskimi terytoriami na innych kontynentach. Składa się z dwóch diecezji:
- francuskiej
- normandzkiej

## Historia
Mariawityzm pojawił się we Francji po I wojnie światowej za sprawą działalności księdza starokatolickiego z Nantes, Paula Marii Marca Fatôme, który w 1938 przyjął sakrę biskupią w Kościele Katolickim Mariawitów.
W latach 50. XX wieku Kościół Katolicki Mariawitów we Francji utracił łączność z macierzystym Kościołem w Polsce. Od tego czasu mariawici francuscy rozwijali swoją misję niezależnie, a opiekowali się nimi biskupi posiadający sukcesję apostolską z linii święceń Paula Fatôme.
W latach 60. XX wieku do Francji przybył węgierski biskup należący do Zgromadzenia Kapłanów Mariawitów, Tomasz Czernohorski-Fehérváry, który zorganizował hierarchię duchowną Apostolskiego Kościoła Katolickiego Paryża i Tours.
W latach osiemdziesiątych XX wieku Apostolski Kościół Katolicki Paryża i Tours podjął dialog z Kościołem Starokatolickim Mariawitów. W 1989 dwaj francuscy biskupi André Le Bec i Gérard Grateau zawarli interkomunię z Kościołem Starokatolickim Mariawitów w Polsce. W 1992 biskup Grateau zerwał unię z mariawitami polskimi. Biskup Le Bec natomiast kontynuował współpracę, która zaowocowała utworzeniem 18 lutego 1992 prowincji francuskiej Kościoła Starokatolickiego Mariawitów.
17 lutego 2024 roku Kapituła Generalna Kościoła Starokatolickiego Mariawitów podjęła decyzję o przyjęciu do Kościoła Starokatolickiego Mariawitów, duchownych i wiernych Kościoła Maryi Panny w Mont-Saint-Aignan i zorganizowaniu diecezji normandzkiej w ramach prowincji francuskiej Kościoła Starokatolickiego Mariawitów. Na czele nowej diecezji stanął dotychczasowy biskup z Mont-Saint-Aignan - bp Roland Fleury. 

## Charakterystyka
Liturgia mszy świętej w prowincji francuskiej Kościoła Starokatolickiego Mariawitów odprawiana jest w języku francuskim z elementami śpiewanymi po łacinie. Liturgia francuskich mariawitów nawiązuje do posoborowej liturgii rzymskokatolickiej i różni się od tej praktykowanej w Kościele Starokatolickim Mariawitów w Polsce.
We Francji żyje około 20 000 mariawitów. W prowincji służy czterech biskupów, sześciu kapłanów, kilku diakonów i siostra zakonna. W formacji teologicznej uczestniczy kilku alumnów.

## Struktura

### Diecezja Francuska
- Parafia Maryi Panny Matki Bożej  w Paryżu, proboszcz: bp M. Daniel Mames
  - kaplica Najświętszej Maryi Panny w Paryżu
- Parafia św. Szarbela w Lye, proboszcz: kapł. M. Chrysostome Nevejans

### Diecezja Normandii
- Parafia Najświętszej Maryi Panny w Mont-Saint-Aignan, proboszcz: kapł. M. Élie-Joseph Pottin

## Dane adresowe
- Église Sainte Marie
- 47, rue de l'Echiquier
75 010 Paris